# DDR-Fußballmeisterschaft der Schüler 1980
Die DDR-Fußballmeisterschaft der Schüler 1980 war die 21. Auflage dieses Wettbewerbes, der vom DFV durchgeführt wurde. Der Wettbewerb begann am 1. Juni 1980 mit der Vorrunde und endete am 6. Juli 1980 mit dem ersten Titelgewinn vom Berliner FC Dynamo, die im Finale gegen den 1. FC Magdeburg gewannen.

## Teilnehmende Mannschaften
An der DDR-Fußballmeisterschaft der Schüler für die Altersklasse (AK) 12/13 nahmen die Bezirksmeister der 15 Bezirke auf dem Gebiet der DDR und der Zweitplatzierte der Ost-Berliner Bezirksmeisterschaft teil. Spielberechtigt waren Spieler bis zum 13. Lebensjahr (Stichtag: 1. Juni 1966).
Für die Meisterschaft qualifizierten sich folgende fünfzehn Bezirksmeister und der Zweite aus Ost-Berlin:
| - Bezirk Rostock F.C. Hansa Rostock - Bezirk Schwerin SG Dynamo Schwerin - Bezirk Neubrandenburg BSG Traktor Friedland - Bezirk Potsdam BSG Stahl Brandenburg - Ost-Berlin Berliner FC Dynamo 1. FC Union Berlin | - Bezirk Frankfurt (Oder) FC Vorwärts Frankfurt/O. - Bezirk Magdeburg 1. FC Magdeburg - Bezirk Halle Hallescher FC Chemie - Bezirk Leipzig 1. FC Lokomotive Leipzig - Bezirk Cottbus BSG Aktivist Schwarze Pumpe | - Bezirk Dresden SG Dynamo Dresden (TV) - Bezirk Karl-Marx-Stadt FC Karl-Marx-Stadt - Bezirk Erfurt FC Rot-Weiß Erfurt - Bezirk Gera FC Carl Zeiss Jena - Bezirk Suhl BSG Lokomotive Meiningen (TV) – Titelverteidiger |

## Modus
In der Vorrunde wurden die Spiele in vier Staffeln zu je vier Mannschaften mit Hin- und Rückspiel nach dem Modus „Jeder gegen Jeden“ ausgetragen. Die vier Staffelsieger ermittelten ab dem Halbfinale auf neutralen Platz den DDR-Meister.

## Vorrunde

### Staffel A
Spiele
| Datum                      |                       |   |                       | Hinspiel | Rückspiel |
| -------------------------- | --------------------- | - | --------------------- | -------- | --------- |
| So 01. Juni / So 15. Juni  | 1. FC Union Berlin    | – | F.C. Hansa Rostock    | 1:4      | 1:3       |
| So 01. Juni / So 15. Juni  | BSG Stahl Brandenburg | – | 1. FC Magdeburg       | 0:7      | 0:3       |
| Mi 0.4. Juni / So 22. Juni | BSG Stahl Brandenburg | – | F.C. Hansa Rostock    | 0:3      | 1:1       |
| Mi 0.4. Juni / So 22. Juni | 1. FC Magdeburg       | – | 1. FC Union Berlin    | 2:1      | 0:0       |
| So 08. Juni / So 29. Juni  | 1. FC Union Berlin    | – | BSG Stahl Brandenburg | 1:1      | 1:1       |
| So 08. Juni / So 29. Juni  | F.C. Hansa Rostock    | − | 1. FC Magdeburg       | 1:2      | 0:1       |

Abschlusstabelle
| Pl. | Mannschaft            | Sp. | S | U | N | Tore    | Diff. | Punkte |
| --- | --------------------- | --- | - | - | - | ------- | ----- | ------ |
| 1.  | 1. FC Magdeburg       | 6   | 5 | 1 | 0 | 015:200 | +13   | 11:10  |
| 2.  | F.C. Hansa Rostock    | 6   | 3 | 1 | 2 | 012:600 | +6    | 07:50  |
| 3.  | 1. FC Union Berlin    | 6   | 0 | 3 | 3 | 005:110 | −6    | 03:90  |
| 4.  | BSG Stahl Brandenburg | 6   | 0 | 3 | 3 | 003:160 | −13   | 03:90  |

### Staffel B
Spiele
| Datum                      |                          |   |                          | Hinspiel | Rückspiel |
| -------------------------- | ------------------------ | - | ------------------------ | -------- | --------- |
| So 01. Juni / So 15. Juni  | FC Vorwärts Frankfurt/O. | − | SG Dynamo Schwerin       | 5:0      | 5:0       |
| So 01. Juni / So 15. Juni  | Berliner FC Dynamo       | − | BSG Traktor Friedland    | 19:00    | 9:0       |
| Mi 0.4. Juni / So 22. Juni | BSG Traktor Friedland    | − | FC Vorwärts Frankfurt/O. | 02:10    | 00:14     |
| Mi 0.4. Juni / So 22. Juni | SG Dynamo Schwerin       | − | Berliner FC Dynamo       | 1:2      | 0:3       |
| So 08. Juni / So 29. Juni  | FC Vorwärts Frankfurt/O. | − | Berliner FC Dynamo       | 2:1      | 0:3       |
| So 08. Juni / So 29. Juni  | BSG Traktor Friedland    | − | SG Dynamo Schwerin       | 10:10    | 0:5       |

Abschlusstabelle
| Pl. | Mannschaft               | Sp. | S | U | N | Tore    | Diff. | Punkte |
| --- | ------------------------ | --- | - | - | - | ------- | ----- | ------ |
| 1.  | Berliner FC Dynamo       | 6   | 5 | 0 | 1 | 037:300 | +34   | 10:20  |
| 2.  | FC Vorwärts Frankfurt/O. | 6   | 5 | 0 | 1 | 036:600 | +30   | 10:20  |
| 3.  | SG Dynamo Schwerin       | 6   | 1 | 0 | 5 | 007:250 | −18   | 02:10  |
| 4.  | BSG Traktor Friedland    | 6   | 1 | 0 | 5 | 012:580 | −46   | 02:10  |

### Staffel C
Spiele
| Datum                      |                             |   |                             | Hinspiel | Rückspiel |
| -------------------------- | --------------------------- | - | --------------------------- | -------- | --------- |
| So 01. Juni / So 15. Juni  | Hallescher FC Chemie        | − | BSG Aktivist Schwarze Pumpe | 5:0      | 1:4       |
| So 01. Juni / So 15. Juni  | FC Karl-Marx-Stadt          | − | SG Dynamo Dresden           | 1:4      | 2:3       |
| Mi 0.4. Juni / So 22. Juni | FC Karl-Marx-Stadt          | − | Hallescher FC Chemie        | 3:3      | 2:0       |
| Mi 0.4. Juni / So 22. Juni | BSG Aktivist Schwarze Pumpe | − | SG Dynamo Dresden           | 1:7      | 1:6       |
| So 08. Juni / So 29. Juni  | SG Dynamo Dresden           | − | Hallescher FC Chemie        | 2:2      | 3:2       |
| So 08. Juni / So 29. Juni  | BSG Aktivist Schwarze Pumpe | − | FC Karl-Marx-Stadt          | 1:7      | 1:6       |

Abschlusstabelle
| Pl. | Mannschaft                  | Sp. | S | U | N | Tore    | Diff. | Punkte |
| --- | --------------------------- | --- | - | - | - | ------- | ----- | ------ |
| 1.  | SG Dynamo Dresden           | 6   | 5 | 1 | 0 | 025:900 | +16   | 11:10  |
| 2.  | FC Karl-Marx-Stadt          | 6   | 3 | 1 | 2 | 021:120 | +9    | 07:50  |
| 3.  | Hallescher FC Chemie        | 6   | 1 | 2 | 3 | 013:140 | −1    | 04:80  |
| 4.  | BSG Aktivist Schwarze Pumpe | 6   | 1 | 0 | 5 | 008:320 | −24   | 02:10  |

### Staffel D
Spiele
| Datum                      |                          |   |                          | Hinspiel | Rückspiel |
| -------------------------- | ------------------------ | - | ------------------------ | -------- | --------- |
| So 01. Juni / So 15. Juni  | FC Rot-Weiß Erfurt       | − | BSG Lokomotive Meiningen | 6:1      | 6:1       |
| So 01. Juni / So 15. Juni  | FC Carl Zeiss Jena       | − | 1. FC Lokomotive Leipzig | 0:1      | 1:1       |
| Mi 0.4. Juni / So 22. Juni | 1. FC Lokomotive Leipzig | − | FC Rot-Weiß Erfurt       | 1:3      | 0:2       |
| Mi 0.4. Juni / So 22. Juni | BSG Lokomotive Meiningen | − | FC Carl Zeiss Jena       | 0:4      | 1:8       |
| So 08. Juni / So 29. Juni  | FC Rot-Weiß Erfurt       | − | FC Carl Zeiss Jena       | 0:2      | 1:1       |
| So 08. Juni / So 29. Juni  | BSG Lokomotive Meiningen | − | 1. FC Lokomotive Leipzig | 2:3      | 0:3 1     |

Abschlusstabelle
| Pl. | Mannschaft               | Sp. | S | U | N | Tore    | Diff. | Punkte |
| --- | ------------------------ | --- | - | - | - | ------- | ----- | ------ |
| 1.  | FC Rot-Weiß Erfurt       | 6   | 4 | 1 | 1 | 018:600 | +12   | 09:30  |
| 2.  | FC Carl Zeiss Jena       | 6   | 3 | 2 | 1 | 016:400 | +12   | 08:40  |
| 3.  | 1. FC Lokomotive Leipzig | 6   | 3 | 1 | 2 | 009:800 | +1    | 07:50  |
| 4.  | BSG Lokomotive Meiningen | 6   | 0 | 0 | 6 | 005:300 | −25   | 0:12   |

## Halbfinale
Die beiden Halbfinalpartien wurden in Strasburg (Bezirk Neubrandenburg) ausgetragen.
| Datum      |                    | Ergebnis |                   |
| ---------- | ------------------ | -------- | ----------------- |
| Sa 5. Juli | FC Rot-Weiß Erfurt | 0:3      | 1. FC Magdeburg   |
| Sa 5. Juli | Berliner FC Dynamo | 3:1      | SG Dynamo Dresden |

## Spiel um Platz 3
| Datum      |                    | Ergebnis |                   | Spielort  |
| ---------- | ------------------ | -------- | ----------------- | --------- |
| So 6. Juli | FC Rot-Weiß Erfurt | 1:6      | SG Dynamo Dresden | Strasburg |

## Finale
| Paarung            | 1. FC Magdeburg – Berliner FC Dynamo |
| Ergebnis           | 0:3 (0:3) |
| Datum              | Sonntag, 6. Juli 1980 |
| Stadion            | Stadion Bahnhofstraße, Strasburg |
| Zuschauer          | 300 |
| Schiedsrichter     | Volker Zahn (Neubrandenburg) |
| Tore               | 0:1 Utikal (15.) 0:2 Groszczyk (17.) 0:3 Neuber (31.) |
| 1. FC Magdeburg    | Dirk-Uwe Lormis – Ulf Kagelmann, Heiko Bergmann, Ulf Ciechowski, Thomas Kluge – Olschewski, Matthias Wietzki, Raik Retschlag – Jens Niemeyer (41. Höhner), Markus Wuckel (66. Sierath), Torsten Fröhling Cheftrainer: Claus Kreul                    |
| Berliner FC Dynamo | Ingo Rentzsch – Andreas Groszczyk – Kai Timm (61. Kunick), Mario Waldow, Uwe Balewski – Peschank (18. Ronny Berger), Oliver Klotz, Torsten Kracht – Utikal, Neuber (61. Dirk Marschall), Svend Fochler Cheftrainer: Kurt Brüggemann / Manfred Waldow |